# كأس العرب للسيدات تحت 17 عاما
كأس العرب للسيدات تحت 17 سنة هي مسابقة كرة قدم دولية ينظمها اتحاد الاتحادات العربية لكرة القدم، وتتنافس عليها المنتخبات الوطنية للسيدات تحت 17 سنة في الوطن العربي. استضافت النسخة الأولى في قطر عام 2015، وتوج لبنان بطلاً لها.

## تاريخ
استضافت قطر النسخة الأولى في عام 2015. تم تنظيمه من قبل لجنة رياضة المرأة القطرية (QWSC) والاتحاد القطري لكرة القدم تحت رعاية اتحاد الاتحادات العربية لكرة القدم (UAFA).

## نتائج
| فريق    | الألقاب  | الوصيف   | المكان الثالث | المركز الرابع |
| لبنان   | 1 (2015) | -        | -             | -             |
| جيبوتي  | -        | 1 (2015) | -             | -             |
| فلسطين  | -        | -        | 1 (2015)      | -             |
| الجزائر | -        | -        | -             | 1 (2015)      |

## الفرق المشاركة
| فرق     | 2015    | سنين |
| ------- | ------- | ---- |
| الجزائر | الرابعة | 1    |
| جيبوتى  | الثاني  | 1    |
| العراق  | ع       | 1    |
| لبنان   | الأول   | 1    |
| فلسطين  | الثالث  | 1    |
| قطر     | ع       | 1    |
| مجموع   | 6       | 6    |

## روابط خارجية
- كأس العرب للفتيات تحت 17 سنة 2015 نسخة محفوظة 4 مارس 2016 على موقع واي باك مشين. - UAFA official website